# Cerovac Barilovićki
Cerovac Barilovićki – wieś w Chorwacji, w żupanii karlowackiej, w gminie Barilović. W 2011 roku liczyła 110 mieszkańców.